# Al Bājūr
Al Bājūr (arabiska الباجور) är en ort i Egypten. Den ligger i guvernementet al-Minufiyya, i den norra delen av landet, 50 km nordväst om huvudstaden Kairo. Al Bājūr ligger 15 meter över havet och folkmängden uppgår till cirka 50 000 invånare.

## Geografi
Terrängen runt Al Bājūr är mycket platt. Runt Al Bājūr är det mycket tätbefolkat, med 2 181 invånare per kvadratkilometer. Närmaste större samhälle är Shibin al-Kawm, cirka 14 km norr om Al Bājūr. Trakten runt Al Bājūr består till största delen av jordbruksmark.